# Нявчин Перстень
Ня́вчин Пе́рстень — високогірне озерце льодовикового походження на південно-західних схилах гори Смотрич на масиві Чорногора в Українських Карпатах у Верховинському районі Івано-Франківської області.
Розміщене в межах Карпатського національного природного парку поблизу туристичного маршруту від оз. Несамовитого до гори Піп Іван Чорногірський.
Характерна особливість цієї водойми — підковоподібна форма плеса. Також це єдине з відомих на Чорногорі озерець, що заростає сплавиною від центру плеса, а не від берегів. Його розміри — 26,5×12 м і глибина — 0,2 м. Дно мулисте, з каменями, поросле осокою і сфагновими мохами. Від озера відкривається краєвид на обсерваторію «Білий слон» на горі Піп Іван.

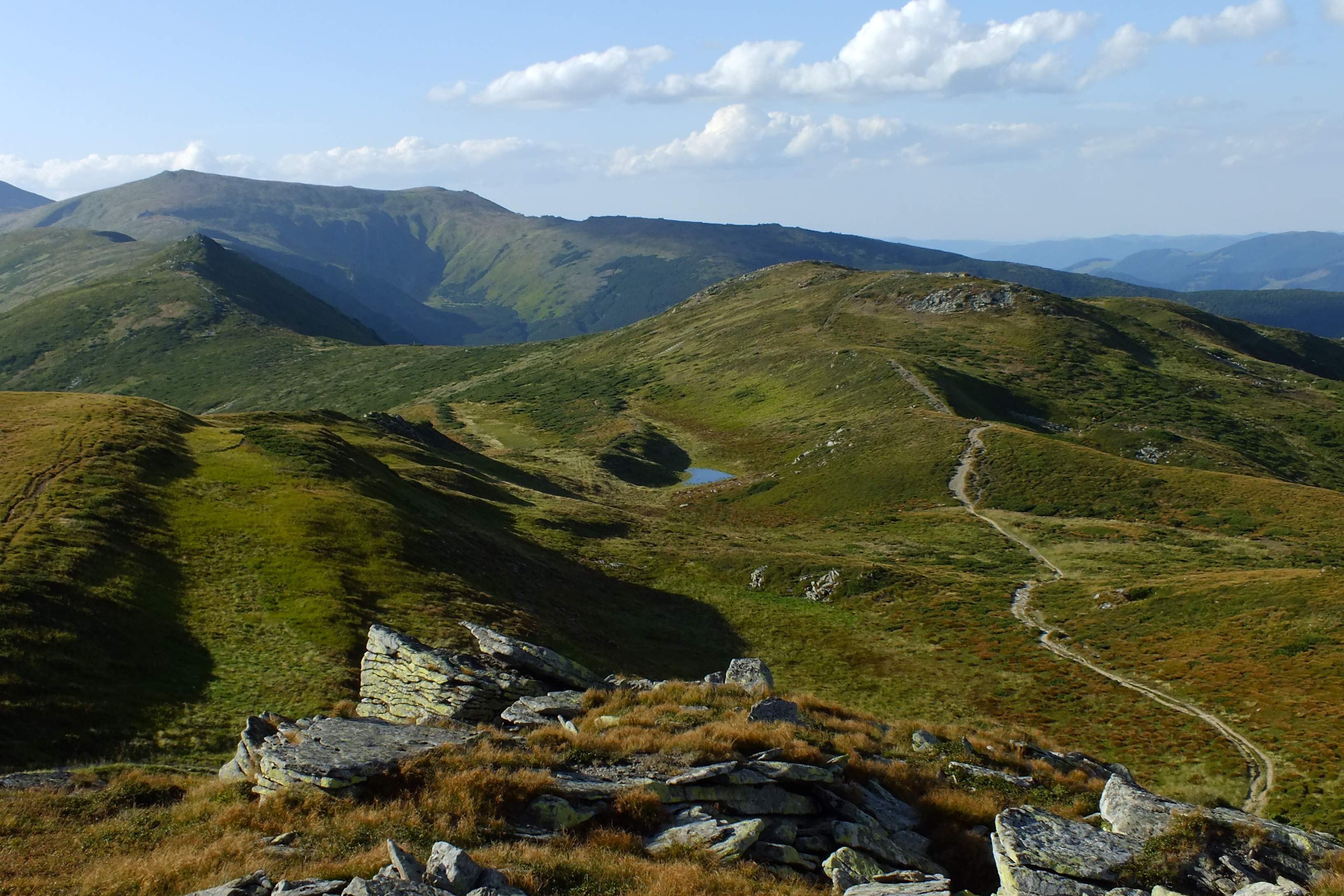
Загальний вид ландшафту довкола озерця Нявчин Перстень
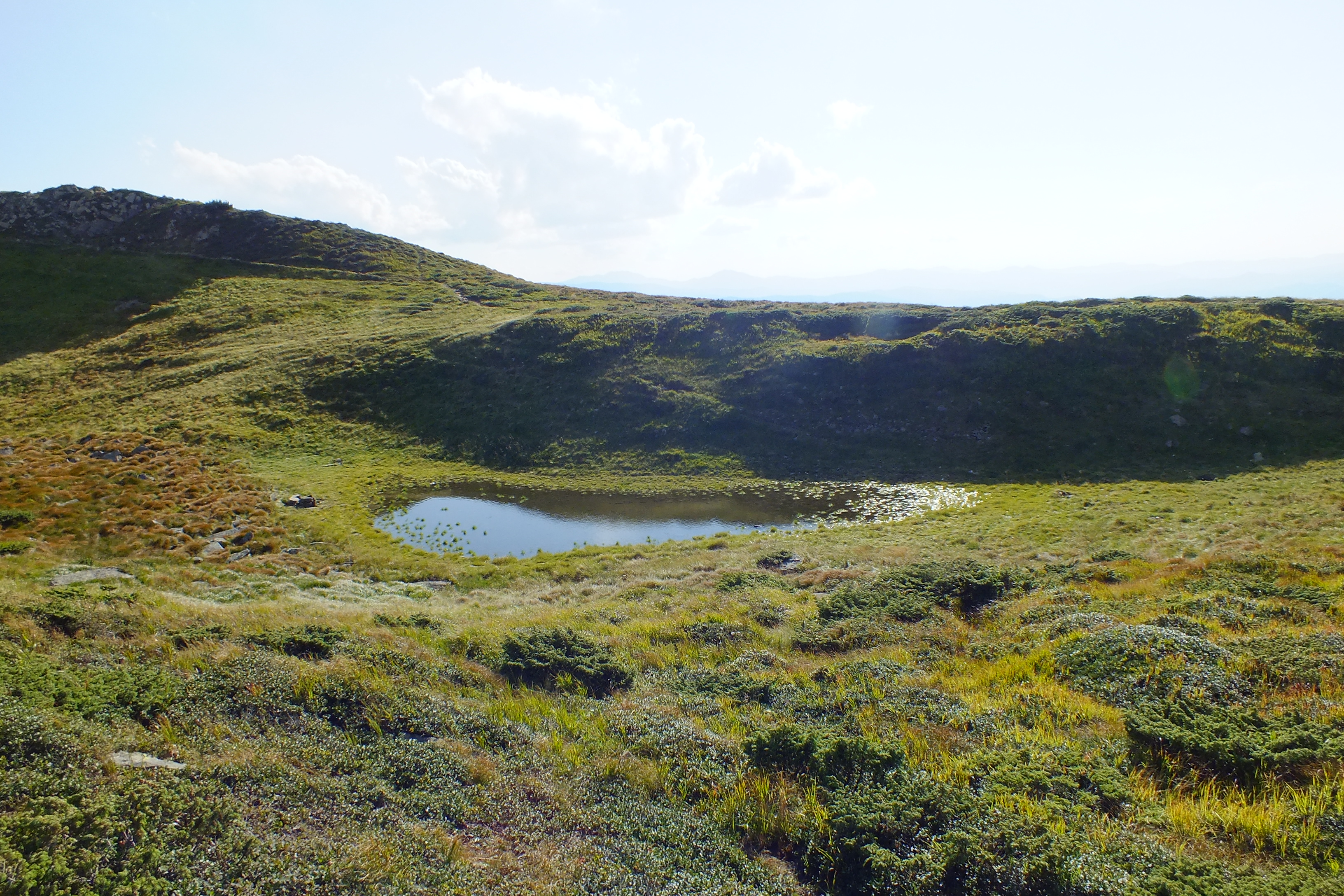
Нявчин Перстень — вид зі сходу